# Nathalie Heinich
Nathalie Heinich (Marsella, 3 de agosto de 1955) es una socióloga francesa, especialista en arte y, especialmente, en arte contemporáneo. Ha abordado la posición del autor como una clave de desciframiento cultural.

## Trayectoria
Se doctoró en la École des hautes études en sciences sociales (EHESS) con su trabajo «La constitución del campo de la pintura francesa en el siglo XVII», dirigida por Pierre Bourdieu. Se habilitó como investigadora en 1994). Nathalie Heinich (que se pronouncia "énik") ha sido directora de investigaciones en el Centre national de la recherche scientifique (CNRS), en particular en el centro de indagaciones sobre arte y lenguaje de la EHESS.
Su indagación principal se centra en la sociología del arte, y sobre todo, en el estatuto y posición del artista. También ha trabajado sobre las crisis de identidad, especialmente la femenina. 
Además indaga en historia y epistemología de las ciencias sociales, así como, hoy, en una sociología de los valores, alejada de la mirada propia de la 'era de las sospecha' (de Freud a Foucault). 
Formada en la sociología de Pierre Bourdieu, luego se ha interesado por la sociología histórica de Norbert Elias. Es cofundadora de la revista Sociologie de l'art en 1992.
Ha enseñado, además de en París, en Ámsterdam, Lovainna, Zúrich y Lausana. 

### Libros
- 1991: La Gloire de Van Gogh. Essai d'anthropologie de l'admiration, París, Minuit
- 1993: Du peintre à l'artiste. Artisans et académiciens à l'âge classique, París, Minuit
- 1995: Harald Szeemann: un cas singulier. Entretien, París, L'Échoppe
- 1996: 
  - Être artiste. Les transformations du statut des peintres et des sculpteurs, París, Klincksieck
  - États de femme. L'identité féminine dans la fiction occidentale, París, Gallimard
- 1997: 
  - La sociologie de Norbert Elias, París, La Découverte
  - L'art contemporain, exposé aux rejets, París, Jacqueline Chambon (artículos, ed. bolsillo en 2009)
- 1998: 
  - Ce que l'art fait à la sociologie, París, Minuit
  - Le Triple Jeu de l'art contemporain. Sociologie des arts plastiques, París, Minuit
- 1999: L'Épreuve de la grandeur. Prix littéraires et reconnaissance, París, La Découverte
- 2000: 
  - Pour en finir avec la querelle de l'art contemporain, París, L'Échoppe
  - Être écrivain. Création et identité, París, La Découverte
- 2001: La sociologie de l'art, París, La Découverte
- 2002: 
  - Mères-filles, une relation à trois, con Caroline Eliacheff, París, Albin Michel
  - L'Art en conflits, con Bernard Edelman, París, La Découverte (artículos)
- 2003: 
  - Face à l'art contemporain. Lettre à un commissaire, París, L'Échoppe
  - Les Ambivalences de l'émancipation féminine, París, Albin Michel (artículos)
- 2004: Art, création, fiction. Entre sociologie et philosophie, con Jean-Marie Schaeffer, París, Jacqueline Chambon (artículos)
- 2005: L'Élite artiste. Excellence et singularité en régime démocratique, París, Gallimard
- 2007:
  - Pourquoi Bourdieu, París, Gallimard
  - Comptes rendus à Benjamin, Bourdieu, Elias, Goffman, Héritier, Latour, Panofsky, Pollak, París, Les Impressions nouvelles (artículos)
- 2009: 
  - Le Bêtisier du sociologue, París, Klincksieck
  - La Fabrique du patrimoine. De la cathédrale à la petite cuillère, París, MSH
  - Faire voir. L'art à l'épreuve de ses médiations, París, Les Impressions nouvelles (artículos)
- 2010: Guerre culturelle et art contemporain. Une comparaison franco-américaine, París, Hermann
- 2011: Sortir des camps, sortir du silence, París, Les Impressions nouvelles (artículos)
- 2012: De la visibilité, Paris, Gallimard
- 2012: De l'artification. Enquêtes sur le passage à l'art, París, EHESS; obra colectiva, codir. con Roberta Shapiro.
- 2013: Maisons perdues, París, Thierry Marchaisse, que es un relato autobiográfico.
- 2014: Le Paradigme de l'art contemporain. Structures d'une révolution artistique, París, Gallimard
- 2014: Par-delà le beau et le laid. Les valeurs de l’art, Rennes, Presses universitaires de Rennes; codir. con Jean-Marie Schaeffer y Carole Talon-Hugon.
- 2015: La sociologie à l'épreuve de l'art, Bruselas, Les Impressions Nouvelles; serie de entrevistas realizadas por Julien Ténédos
- 2015: Dans la pensée de Norbert Elias, París, CNRS (artículos)
- 2016: L'artiste contemporain, Bruselas, Lombard
- 2017: Des valeurs. Une approche sociologique, París, Gallimard

## Fuente
- Wikipedia francesa
- Magazine Littéraire, 580, junio de 2017, 'Fabrique du jugement', pp. 58-59, sobre Des valeurs. Une approche sociologique

- Datos: Q3336600